# Luís Viana Filho
Luís Viana Filho (em grafia antiga Luiz Vianna Filho) GOTE • GCIH • GCM • GCIP (Paris, 28 de março de 1908 – São Paulo, 5 de junho de 1990) foi um advogado, professor, historiador e político brasileiro, governou o estado da Bahia de 1967 a 1971.

## Biografia
Luís Viana Filho nasceu em Paris e seu assento de nascimento foi registrado em Salvador. Era filho do último governador da Bahia no século XIX, Luís Viana. Formou-se em Direito, em 1929, mas exerceu a profissão de jornalista, correspondendo para os jornais da capital baiana "Diário da Bahia" e "A Tarde".
Em 1934 ingressa na política, sendo eleito deputado federal, sendo afastado em razão do golpe do Estado Novo, o que o devolveu para o jornalismo. Um dos fundadores do PSD, reelege-se para o mesmo cargo, após o fim da Era Vargas, em 1945, em sucessivos mandatos até 1966, quando se desincompatibiliza para concorrer ao governo do Estado - numa eleição aos moldes da ditadura militar brasileira, cuja instalação no país apoiara - tendo sido desde 1964, Ministro Extraordinário para Assuntos do Gabinete Civil do regime de exceção.
Em 3 de setembro de 1966 foi eleito, por via indireta, pela Assembleia Legislativa, tomando posse no ano seguinte.
Professor de Direito Internacional Privado e de História do Brasil da Universidade Federal da Bahia. Como historiador, publicou alguns livros.
Foi membro do Instituto Histórico e Geográfico da Bahia; da Academia de Letras da Bahia; membro benemérito do Instituto Histórico e Geográfico Brasileiro; membro correspondente da Academia Internacional de Cultura Portuguesa, da Academia das Ciências de Lisboa e da Academia Portuguesa de História.
Após o período de governo, já pela Arena, foi eleito para o Senado, onde presidiu a Comissão de Relações Exteriores e o próprio Senado Federal, no biênio 1979-80. Morreu em 1990, quando exercia seu segundo mandato como senador, tendo integrado ainda o PDS e o PMDB.
Luís Viana Filho foi a única pessoa a integrar todas as três Assembleias Constituintes do Século XX (1934, 1946 e 1987–1988).

## Governo da Bahia
Integrando o período conhecido por "milagre econômico brasileiro", marcado por forte industrialização e exacerbado endividamento externo, Luís Viana Filho dá início à construção do parque industrial da Bahia, girando em torno da petroquímica (CIA - Centro Industrial de Aratu).
No discurso de posse diz assentar seu governo no trinômio "Ordem, Trabalho e Moralidade". Promove algumas reformas no ensino mas, sempre voltadas à construção de salas de aula e não ao preparo efetivo do magistério, a partir de seu governo o Estado assistiu à decadência da qualidade da educação pública, um processo capitaneado pela geração Paulo Freire no qual se comprovou a sua ineficiência 
Em seu governo recebeu a visita da Rainha Elizabeth II do Reino Unido.

## Academia Brasileira de Letras
Foi eleito para a Academia Brasileira de Letras em 8 de abril de 1954, terceiro membro da cadeira 22, cujo patrono é José Bonifácio. Tomou posse a 15 de abril do ano seguinte, recebido por Menotti Del Picchia.

## Obras
Versando sobre política (em especial o período da ditadura militar de 1964 à qual serviu), sua visão da História, e principalmente as biografias (de Rui Barbosa a Anísio Teixeira - este na sua última obra) os livros publicados por Luís Viana Filho foram:
- 1932: O Direito dos Empregados no Comércio. Bahia: Almeida, 1932. 241 p
- 1936: A Língua do Brasil. Bahia: A Gráfica, 1936. 70 p
- 1938: A Sabinada. A República Baiana de 1837. Rio de Janeiro: J. Olympio, 1938. 210 p.
- 1941: A Vida de Rui Barbosa. São Paulo: Companhia Editora Nacional, 1941. 301 p.
- 1945: A Verdade na Biografia. Rio de Janeiro: Civilização Brasileira, 1945. 171 p.
- 1946: O Negro na Bahia. Rio de Janeiro: J. Olympio, 1946. 167 p.
- 1949: Rui e Nabuco. Rio de Janeiro: J. Olympio, 1949. 230 p
- 1952: A Vida de Joaquim Nabuco. São Pauloː Companhia Editora Nacional, 1952. 355 p.
- 1954: Antologia de Rui Barbosa. Rio de Janeiro: Casa de Rui Barbosa, 1954. 250 p.
- 1956: Miguel Osório. Rio de Janeiro: Simões, 1956. 76 p.
- 1958: A Bahia Espoliada. Rio de Janeiro: Departamento de Imprensa Nacional, 1958. 16 p.
- 1959:  A Vida do Barão do Rio Branco. Rio de Janeiro: J. Olympio, 1959. 458 p

Da Nacionalidade das Sociedades. Salvador: Artes Gráficas, 1959. 83 p
- 1963: Afrânio Peixoto. Rio de Janeiroː Agir, 1963. 118 p
- 1965: A Vida de Machado de Assis. São Paulo: Martins, 1965. 289 p.
- 1966: Centenário de Aloysio de Carvalho. Salvador: Academia de Letras da Bahia, 1966. 33 p.
- 1968: Rui Barbosa e os Militares. Salvador: Imprensa Oficial da Bahia, 1968. 7 p.
- 1972: O Último Ano de Rui na Bahia. Salvador: Imprensa Oficial da Bahia, 1972. 11 p.
- 1974: Elogio de Antonio da Silva Melo. Rio de Janeiro: Academia Brasileira de Letras, 1974. 49 p.
- 1975: Em favor do Nordeste. Brasília: Senado Federal, 1975. 37 p.

O Salário dos Professores e a Educação Nacional. Brasília: Senado Federal, 1975. 24 p.
O Governo Castello Branco. Rio de Janeiro: J. Olympio, 1975. 571 p
Homenagem ao Marechal Juarez Távora. Brasília: Senado Federal, 1975. 15 p.
Em favor do Nordeste. Brasília: Senado Federal, 1975. 37 p.
Onze anos de renovação e progresso. Brasília: Senado Federal, 1975. 12 p.
- 1976: Bahia: O caminho do desenvolvimento. Brasília: Senado Federal, 1976. 16 p.
- 1977: Ação da palavra. Brasília: Senado Federal, 1977. 146 p

O momento politico. Brasília: Senado Federal, 1977. 15 p.
As memórias do Senador Daniel Krieger. Brasília: Senado Federal, 1977. 7 p.
Rui Barbosa : seis conferências. Rio de Janeiro: Casa de Rui Barbosa, 1977. 74 p.
- 1979: A nova fase da Republica. Brasília: Senado Federal, Centro Gráfico, 1979. 10 p.

A educação e o Nordeste. Brasília: Senado Federal, Centro Gráfico, 1979. 15 p.
A Vida de José de Alencar. Rio de Janeiro: J. Olympio, 1979. 311 p.
- 1980: Um novo congresso. Brasília: 1980. 6 p.

Sub lege libertas. Brasília: Senado Federal, 1980. 8 p.
- 1981: Embaixador Oscar Camilion. Brasília: Senado Federal, 1981. 9 p

A verdade sobre a CEPLAC. Brasília: Senado Federal, Centro Gráfico, 1981. 11 p.
Problemática da educação no Nordeste. Brasília: Senado Federal, Centro Gráfico, 1981. 14 p.
João Mangabeira: O homem e o politico. Brasília: Senado Federal, Centro Gráfico, 1981. 19 p.
Três estadistas: Rui, Nabuco, Rio Branco. Rio de Janeiro: J. Olympio; Brasília: INL, 1981. 1.218 p.
- 1982: Luís Viana Filho, Um historiador na Academia Brasiliense de Letras. Brasília: Senado Federal, Centro Gráfico, 1982. 23 p.

Educação no Norte e no Nordeste. Brasília: Senado Federal, Centro Gráfico, 1982. 14 p.
- 1983: Sessão solene em homenagem a suas majestades os reis de Espanha, D. Juan Carlos I e D. Sofia. Brasília: Senado Federal, Centro Gráfico, 1983. 26 p.

Senador Nilo Coelho. Brasília: Senado Federal, Centro Gráfico 1983. 10 p.
As sucessões presidenciais. Brasília: Senado Federal, 1983. 24 p.
A Vida de Eça de Queiroz. Porto: Lello, 1983. 320 p.
- 1984: Petroquímica e industrialização da Bahia: 1967-1971. Brasília: Senado Federal, 1984. 153 p.
- 1986: Octavio Mangabeira: Um homem na tempestade. Brasília: Senado Federal, Centro Gráfico, 1986. 57 p.

Castelo Branco: Testemunhos de uma época. Brasília: Senado Federal, 1986. 116p.
Dias que mudaram o Brasil. Brasília: Senado Federal, 1986. 14 p.
- 1987: Inauguração da Biblioteca Álvaro Nascimento. Salvador: Academia de Letras da Bahia, 1987. 17 p.
- 1988: Deus ajude o Brasil. Brasília: Senado Federal, Centro Gráfico, 1988. 30 p.

Homenagem a Rômulo de Almeida. Brasília: Senado Federal, 1988. 32 p.
- 1990: Centenário de Wanderley Pinho. Brasília: Senado Federal, Centro Gráfico, 1990. 17 p.

Anísio Teixeira: a polêmica da educação. Rio de Janeiro: Nova Fronteira, 1990. 210 p.

## Condecorações
- Grã-Cruz da Ordem do Ipiranga do estado brasileiro de São Paulo;[1]
- Grã-Cruz da Ordem Militar de Cristo de Portugal (17 de janeiro de 1966);[2]
- Grande-Oficial da Ordem Militar da Torre e Espada, do Valor, Lealdade e Mérito de Portugal (26 de fevereiro de 1971);[2]
- Grã-Cruz da Ordem do Mérito de Portugal (22 de setembro de 1981);[2]
- Grã-Cruz da Ordem do Infante D. Henrique de Portugal (14 de julho de 1986);[2]
- Grã-Cruz da Ordem da Instrução Pública de Portugal (26 de novembro de 1987).[2]